# Liste der Klassischen Archäologen an der Justus-Liebig-Universität Gießen
In der Liste der Klassischen Archäologen an der Justus-Liebig-Universität Gießen werden alle Hochschullehrer gesammelt, die an der Universität Gießen Klassische Archäologie lehrten oder lehren. 
Wie an vielen anderen Universitäten wurde in Gießen Klassische Archäologie zunächst im Rahmen der Klassischen Philologie gelehrt. 1809 wurde der Altphilologe Friedrich Gottlieb Welcker erster Professor für „Griechische Literatur und Archäologie“ und wurde damit auch erster Inhaber einer (teil-)archäologischen Professur in Deutschland. 1826 wurde, schon nach Welckers Weggang nach Bonn, eine Lehrsammlung von Abgüssen („Akademisches Kunstmuseum“) begründet. In der Folgezeit standen archäologische Studien nur sporadisch auf dem Lehrplan. Ferdinand Dümmler lehrte von 1887 bis 1890 Klassische Philologie und Archäologie. Seit 1892 lehrte der Archäologe Bruno Sauer in Gießen und mit seiner Ernennung zum ordentlichen Professor zum 1. Juli 1898 wurde die Klassische Archäologie als Lehrfach fest installiert. Sauer lehrte als Professor für Archäologie und Kunstgeschichte, erst nach seinem Weggang 1909 wurden beide Fächer getrennt und durch eigene Professuren vertreten. 1928 wurde das Ordinariat aus finanziellen Gründen wieder gestrichen. Die angestrebte Wiederbesetzung 1933, für die Margarete Bieber vorgesehen war, scheiterte aufgrund der Rassegesetzgebung der Nationalsozialisten. Nach dem Krieg hatte die Gießener Hochschule zunächst keine philosophische Fakultät mehr und erst 1964 wurde erneut ein ordentlicher Professor für Klassische Archäologie in Gießen eingerichtet, nicht als eigenes Institut, sondern als „Professur für Klassische Archäologie“.
Aktiv auf dem Gebiet der Klassischen Archäologie tätig waren auch die beiden Klassischen Philologen Alfred Körte (in Gießen 1906–1913), Rudolf Herzog (1913–1936) und Hugo Hepding.
Angegeben ist in der ersten Spalte der Name der Person und ihre Lebensdaten, in der zweiten Spalte wird der Eintritt in die Universität angegeben, in der dritten Spalte das Ausscheiden. Spalte vier nennt die höchste an der Universität erreichte Position. An anderen Universitäten kann der entsprechende Dozent eine weitergehende wissenschaftliche Karriere gemacht haben. Die nächste Spalte nennt Besonderheiten, den Werdegang oder andere Angaben in Bezug auf die Universität oder das Institut. In der letzten Spalte werden Bilder der Dozenten gezeigt, was derzeit aufgrund der Bildrechte jedoch schwer ist.
| Wissenschaftler                         | von  | bis  | Funktion                       | Bemerkungen | Bild |
| --------------------------------------- | ---- | ---- | ------------------------------ | --- | ---- |
| Welcker, Friedrich Gottlieb (1784–1868) | 1809 | 1816 | Ordinarius                     | Altphilologe; Professor für Griechische Literatur und Archäologie; erster Inhaber einer (teil-)archäologischen Professur in Deutschland |      |
| Dümmler, Ferdinand (1859–1896)          | 1886 | 1890 | Außerordentlicher Professor    | Altphilologe und Archäologe; 1887 Privatdozent, 1889 außerordentlicher Professor |      |
| Sauer, Bruno (1861–1919)                | 1892 | 1909 | Ordinarius                     | 1892 Habilitation, Privatdozent, 1898 Ordinarius; erster Lehrstuhlinhaber für Klassische Archäologie und Kunstgeschichte |      |
| Watzinger, Carl (1877–1948)             | 1909 | 1916 | Ordinarius                     | |      |
| Rodenwaldt, Gerhart (1886–1945)         | 1916 | 1922 | Ordinarius                     | |      |
| Delbrück, Richard (1875–1957)           | 1922 | 1928 | Ordinarius                     | |      |
| Bieber, Margarete (1879–1978)           | 1923 | 1933 | Außerordentliche Professorin   | 1923 Privatdozentin, 1928 Leiterin des Instituts für Altertumswissenschaften, 1931 Außerordentliche Professorin; Bieber sollte 1933 den Lehrstuhl übernehmen, wurde aber als Jüdin aus dem Hochschuldienst entfernt und ging in die USA; Bieber war erste habilitierte Klassische Archäologin und erste Professorin des Faches in Deutschland |      |
| Möbius, Hans (1895–1977)                | 1933 | 1934 | Lehrstuhlvertretung            | WS 1933/34 Lehrstuhlvertretung |      |
| Schuchhardt, Walter-Herwig (1900–1976)  | 1934 | 1936 | Außerordentlicher Professor    | |      |
| Zschietzschmann, Willy (1900–1976)      | 1937 | 1969 | Außerordentlicher Professor    | 1937 Lehrbeauftragter, 1937 Außerordentlicher Professor, 1945 Wissenschaftlicher Rat |      |
| Gross, Walter Hatto (1913–1984)         | 1964 | 1968 | Ordinarius                     | erster Lehrstuhlinhaber seit Delbrueck |      |
| Oppermann, Siemer (1934–2023)           | 1964 | 1999 | Akademischer Direktor          | Akademischer Rat, dann Oberrat, dann Direktor; Leiter der neugriechischen Abteilung |      |
| Buchholz, Hans-Günter (1919–2011)       | 1969 | 1985 | Ordinarius                     | |      |
| Martini, Wolfram (1941–2017)            | 1985 | 2006 | Professor                      | |      |
| Eschbach, Norbert (* 1954)              | 1985 | 2020 | Außerplanmäßiger Professor     | 1985 Wissenschaftlicher Angestellter, 1989 Wissenschaftlicher Assistent, 1995 Privatdozent, 2010 Außerplanmäßiger Professor |      |
| Goette, Hans Rupprecht (* 1956)         | 1997 | 2020 | Außerplanmäßiger Professor     | 1997 Habilitation, Privatdozent, 2004 Außerplanmäßiger Professor; Mitarbeiter der Zentraldirektion des Deutschen Archäologischen Instituts Berlin |      |
| Michel, Simone (* 1965)                 | 1997 | 2020 | Privatdozentin                 | 1997 Habilitation, 1998 Privatdozentin |      |
| von Moock, Derk W.                      | 1999 | 2005 | Wissenschaftlicher Mitarbeiter | Leiter der neugriechischen Abteilung |      |
| Schattner, Thomas G. (* 1955)           | 2001 |      | Außerplanmäßiger Professor     | 2001 Habilitation, Privatdozent, Außerplanmäßiger Professor; 1996–2020 Wissenschaftlicher Direktor der Abteilung Madrid des Deutschen Archäologischen Instituts |      |
| Recke, Matthias (* 1968)                | 2000 | 2016 | Kustos der Antikensammlung     | 2000 Wissenschaftlicher Angestellter, 2003 Wissenschaftlicher Mitarbeiter, 2009 Kustos der Antikensammlung |      |
| Klöckner, Anja (* 1968)                 | 2007 | 2016 | W2-Professorin                 | |      |
| Stark, Michaela (* 1978)                | 2009 |      | Kustodin der Antikensammlung   | 2009 Wissenschaftliche Mitarbeiterin, 2016 Vertretung der wissenschaftlichen Assistenz, 2018 Kustodin der Antikensammlung |      |
| Lorenz, Katharina (* 1968)              | 2018 |      | W2-Professorin                 | 2003–2005 wissenschaftliche Mitarbeiterin, 2018 Professorin |      |

Lehrstuhlinhaber:
- 1892–1909 Bruno Sauer
- 1909–1916 Carl Watzinger
- 1916–1922 Gerhart Rodenwaldt
- 1922–1928 Richard Delbrueck
- 1928–1964 kein Ordinariat
- 1964–1969 Walter Hatto Gross
- 1969–1985 Hans-Günter Buchholz
- 1985–2006 Wolfram Martini
- 2007–2016 Anja Klöckner
- seit 2018 Katharina Lorenz